# Възнесение Господне (Полихни)
„Възнесение Господне“ (на гръцки: Ι. Ν. Αναλήψεως Κυρίου Πολίχνης) е православна църква в солунското предградие Полихни, Гърция, енорийски храм на Неаполската и Ставруполска епархия.
Църквата е разположена в северната част на Полихни. Основният камък на храма е положен от митополит Дионисий Неаполски и Ставруполски на 6 юни 1990 г. и много бързо е завършен приземният етаж.